# Ivana Maletić
Ivana Maletić (ur. 12 października 1973 w Szybeniku) – chorwacka ekonomistka, urzędniczka państwowa i polityk, zastępca głównego negocjatora członkostwa Chorwacji w Unii Europejskiej, eurodeputowana VII i VIII kadencji.

## Życiorys
Z wykształcenia ekonomistka, absolwentka Uniwersytetu w Zagrzebiu (1997). Od 1997 do 2011 pracowała na różnych stanowiskach w Ministerstwie Finansów, specjalizując się w finansach publicznych i funduszach europejskich. Od 2004 była dyrektorem departamentu, od 2005 asystentem wiceministra, od 2008 sekretarzem stanu w tym resorcie. Zajęła się także prowadzeniem wykładów akademickich i tworzeniem publikacji z zakresu zarządzania finansami. Była także członkinią zespołu negocjacyjnego w sprawie akcesji Chorwacji do Unii Europejskiej, zajmując od 2010 stanowisko zastępcy głównego negocjatora. W 2011 przeszła do sektora pozarządowego jako prezes centrum rozwoju.
W pierwszych w historii Chorwacji wyborach do Parlamentu Europejskiego w 2013 z ramienia Chorwackiej Wspólnoty Demokratycznej uzyskała mandat eurodeputowanej. W 2014 z powodzeniem ubiegała się o reelekcję na VIII kadencję.
W przedterminowych wyborach w 2016 została wybrana w skład Zgromadzenia Chorwackiego, jednak zrezygnowała z objęcia mandatu, pozostając posłanką do PE. W maju 2019 otrzymała nominację na audytora w Europejskim Trybunale Obrachunkowym (z kadencją od lipca tegoż roku).